# Rafael Yugueros
Rafael Yugueros (8 de septiembre de 1977, Oviedo, Asturias) es un músico español, actualmente baterista de la banda de power metal WarCry.

## Historia
Desde niño mostró interés por la música, primero apropiándose del piano de su hermana pequeña y después asistiendo a todas las actuaciones posibles. En 1986, año de aparición de "The Final Countdown", un tema de la banda Europe que impactó al preadolescente Yugueros, construyó con su primo una batería casera compuesta de latas. Desde dicho momento nunca más se separaría de la batería y de la música en general, sobre todo del rock y el metal, aunque también fue muy temprano el gusto por el jazz a raíz de escuchar un álbum de Art Blakey.
Una vez adquirida su primera batería propia, en el año 1994, comenzó a tocar con intentos de grupo hasta que formó parte de los primeros WarCry. Después de la disolución del grupo formó parte de otros muchos, entre los que destacan Darna y Darksun. Entre tanto formó parte de una orquesta y de diversos grupos de otros estilos, tales como el blues, jazz o pop.  Actualmente sigue interesado en apropiarse de toda la riqueza que aportan todos los estilos de música en general.
En cuanto a su formación, se fundamentó en los métodos clásicos de batería así como en los más modernos y actuales. Recibió clases de varios profesores en diferentes estilos, siendo Félix Morales el más influyente.
Desde hace años profundiza seriamente en el estudio de la independencia, técnica y la musicalidad en definitiva. Además compagina su intensa actividad musical con la faceta de profesor de batería.
Actualmente es el baterista de la banda WarCry.

## Discografía
- Demon 97 (1997)
- Darna (álbum) (2001)
- II (álbum) (2004)
- El lado oscuro (álbum de Darksun) (2006)
- The Dark Side  (álbum de Darksun) (2007)
- Revolución (2008)
- Alfa (2011)
- Omega (2012) [en vivo]
- Inmortal (2013)
- Donde el silencio se rompió (2017)